# Staffelfelden
Staffelfelden is een gemeente in het Franse departement Haut-Rhin (regio Grand Est). De gemeente telde op 1 januari 2022 4.070 inwoners.

## Geschiedenis
In de gemeente werd aan het begin van de 20e eeuw een potasmijn geopend.
De gemeente maakte deel uit van het arrondissement Thann tot dit op 22 maart 2015 werd opgeheven. Staffelfelden werd op die dag overgeheveld van het kanton Cernay naar het kanton Wittenheim en werd opgenomen in het arrondissement Mulhouse.

## Geografie
De oppervlakte van Staffelfelden bedroeg op 1 januari 2022 7,42 vierkante kilometer; de bevolkingsdichtheid was toen 548,5 inwoners per km².

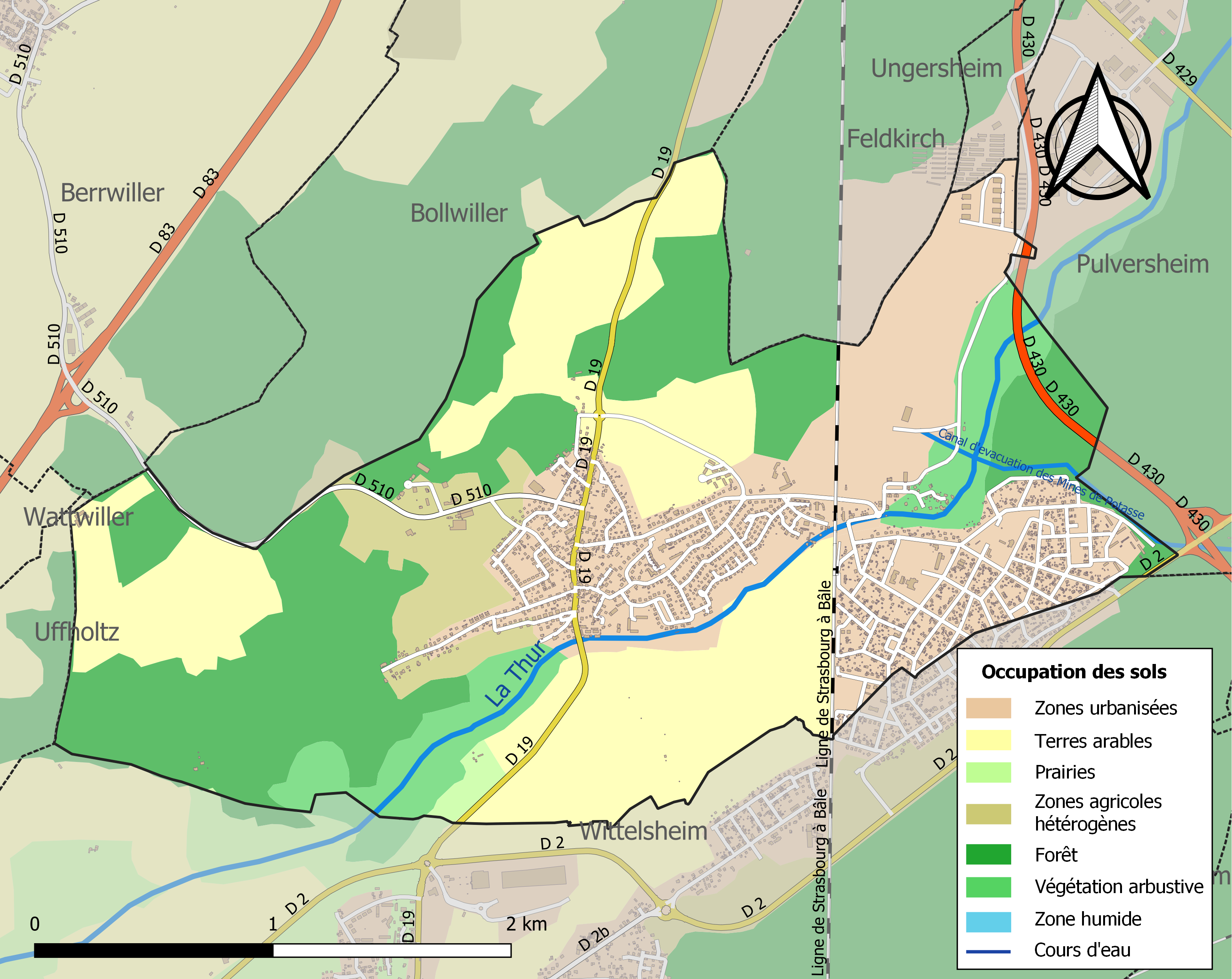
Kaart van de gemeente met de belangrijkste infrastructuur, bodemgebruik en omliggende gemeenten

## Demografie
Onderstaande figuur toont het verloop van het inwonertal (bron: INSEE-tellingen).

## Verkeer en vervoer
In de gemeente staat het spoorwegstation Staffelfelden.